# AD-EDIT2
AD-EDIT2（アド・エディット2）は、日本の沖縄県で開発されたオープンソース、自由ソフトウェアのコンテンツ管理システム (CMS) である。

## 歴史
- 2006年5月 AD-EDITとして誕生。
- 2008年6月 AD-EDIT2としてリリース
- 2009年9月 正式にMIT Licenseを適用
- 2009年10月 SourceForge.JPに公式フォーラムを設置
- 2010年2月 開発ブログを開始
- 2010年8月 ベース文字コードをShiftJISからUTF-8に変更

## 特徴
記事や写真、動画などのコンテンツをインターネットやイントラネットに置いて管理することができるCMS。
おもにPerlで記述されており、CGIとして動作する。
データベースは使用せず、データの保存には、CSVを利用している。
文字コードは、UTF-8をベースとしており、Shift_JISとUTF-8の2種類の文字コードで出力される。
日本で開発されており、パソコン向けと携帯向けのウェブサイトの構築を同時に行うことができる。
ブログや写真集、GoogleMapを使った地図コンテンツなどの作成や管理、メールフォームの設置などを管理画面で行うことができる。
管理画面では、1階層エディタや2階層エディタ、イメージナビ、メールフォームエディタ、HTMLエディタなど10種類のエディタが用意されている。コンテンツページの目的や用途に最適なエディタを選択して、コンテンツとして登録する。
ページの編集は、登録されたコンテンツに付随する専用エディタにて、記事を入力すると、パソコン用ページと携帯用ページが生成される。テキスト入力と同時に、画像や動画ファイル、PDFやワードなどの文書ファイルなども登録でき公開することができる。

## 開発コンセプト
- 日本の携帯用サイトと従来のウェブサイトを同時構築できる
- システムとデザインが完全に切り離されている
- スキンファイル(テンプレート)は、HTMLファイルである
- HTMLとCSSだけ分かればいろんな表現ができる
- 面倒なDB設定が不要でハードルが低い
- システム設置は5分以内で完了できる
- 他のCMSやHTMLコンテンツと共存できる
- 特定機能だけ部品的に使えてツブシが効く
- PCサイト/携帯サイトのデュアル構築ができ、分離も出来る
- 操作の難易度が低く、「おまじない」など変な知識を覚えなくても良い
- 顧客への運用や導入に時間をとられない
- 将来への運用に備えアップデート機能を標準装備する
- アップデートもシステム設置と同様に5分以内で完了できる

(上記は公式サイトより転載)

## 動作環境
- Webサーバ : Apache1.13.19以降 / Apache2.0.x 2.1.x 2.2.x
- Perl : Perl5.8.0以降
- sendmail (推奨機能)
- ImageMagick　Image::Magick でなく convertのパス(推奨機能)

## 機能一覧

### 基本機能
- PCサイト/携帯サイト同時出力
- 静的HTMLファイル出力
- CGIインクルード機能(ファイル/URL)
- フィードRSSページ出力（PC/携帯 独立構築）
- 10種類のコンテンツエディタの登録,削除,複製機能
- UTF-8/ShiftJISでの出力対応(UTF8ベース)
- スキンHTML編集機能
- 複数ユーザー登録機能
- コンテンツ別ユーザー権限設定
- メニュー編集機能（PC/携帯 独立構築）
- コンテンツ仮想階層化機能
- サイト検索機能
- 絵文字変換エンジン搭載
- QRコード作成構築機能
- サブディレクトリ内構築可
- XHTML＋CSSによるスキンソースコード編集機能
- 2カラム/3カラムのレイアウト対応
- 管理画面によるアップデート機能
- インストールCGI付き

### コンテンツエディタ別の各機能

#### 1階層ページ/2階層ページ
- PC/携帯 同時構築
- WYSIWYGエディタ
- 携帯専用エディタ
- カテゴリ機能対応
- 絵文字自動変換機能
- ファイルアップロード機能
- JPG画像の自動縮小機能(要ImageMagick)
- WMV,MPEG4動画アップロード対応
- 携帯i-motionムービー対応
- 携帯EZムービー対応(XML出力付)
- コメント機能対応(ブログとして利用可)
- 投稿者による編集機能
- スパム対策対応
- 公開承認設定機能
- 出力期間設定機能
- 画像ポップアップ機能(GreyBox)
- 公開前プレビュー機能
- SSI出力対応
- RSS出力対応

#### イメージナビ
- PC/携帯 同時構築
- WYSIWYGエディタ
- ファイルアップロード機能
- JPG画像の自動縮小機能(要ImageMagick)
- 携帯i-motionムービー対応
- 携帯EZムービー対応(XML出力付)
- 画像ポップアップ機能(GreyBox)
- 公開前プレビュー機能
- SSI出力対応
- RSS出力対応

#### リストナビ
- PC/携帯 同時構築
- ファイルアップロード機能
- 携帯i-motionムービー対応
- 携帯EZムービー対応(XML出力付)
- 公開前プレビュー機能
- SSI出力対応
- RSS出力対応

#### 掲示板BBS
- PC/携帯 同時構築
- ファイルアップロード機能
- 絵文字自動変換機能
- JPG画像の自動縮小機能(要ImageMagick)
- 公開承認設定機能
- 携帯i-motionムービー対応
- 携帯EZムービー対応(XML出力付)
- 投稿者による編集機能
- スパムポスト対策対応
- 公開前プレビュー機能
- RSS出力対応

#### カレンダーエディタ
- PC/携帯 同時構築
- WYSIWYGエディタ
- ファイルアップロード機能
- リスト型/マトリクス型の2レイアウト
- 携帯i-motionムービー対応
- 携帯EZムービー対応(XML出力付)
- 公開前プレビュー機能
- SSI出力対応
- RSS出力対応

#### Googleマップエディタ
- PC/携帯 同時構築
- WYSIWYGエディタ
- ファイルアップロード機能
- JPG画像の自動縮小機能(要ImageMagick)
- 複数地点登録
- 住所/地名検索対応
- 携帯i-motionムービー対応
- 携帯EZムービー対応(XML出力付)
- 公開前プレビュー機能
- RSS出力対応

#### メールフォームエディタ
- PC/携帯 同時構築
- ファイル添付機能
- 簡易テキスト構文入力によるフォーム生成
- WYSIWYGエディタ
- スパムポスト対策対応
- フォーム連携機能(注文フォーム/予約フォーム構築可)

#### HTMLエディタ
- PC/携帯 独立構築
- WYSIWYGエディタ
- ファイルアップロード機能
- SSI出力対応

#### テンプレートエディタ
- PC/携帯ページ 同時構築
- PC/携帯テンプレート独立構築
- WYSIWYGエディタ
- テキストフィールド20種類まで定義可
- ファイル添付数は15ファイルまで定義可
- ファイルアップロード機能
- 公開前プレビュー機能
- SSI出力対応
- RSS出力対応

## ライセンス
MIT License。有償ライセンスもあり。